# Семи Шилт
Сем „Семи“ Шилт (роден на 27 октомври 1973 г.) е холандски бивш кикбоксьор, каратека Ашихара и ММА боец. Той е четирикратен световен шампион на Гран при на К-1 и еднократен шампион от Големия шлем в тежка категория на Glory. Той е единственият боец в историята на К-1, който печели световното първенство три пъти подред, а също така споделя рекорда с Ернесто Хуст за най-много спечелени Гран При – четири на брой.
Шилт започва професионалната си кариера през 1996 г. като ММА боец, който се състезава в Pancrase, където е бивш шампион на King of Pancrase в тежка категория. Той също така се състезава в Pride Fighting Championship и организациите на UFC. Шилт е един от най-награждаваните кикбоксъри в тежка категория в историята, като е печелил пет големи турнира. Той е всеизвестно считан за един от най-великите бойци в своята дивизия.

## Филмография
- Transporter 3 (2008)[6]
- Nova Zembla (2011)[7]
- Amsterdam Heavy (2011)[8]
- Black Out (2012)[9]